# Cotovelo (hidráulica)
Cotovelo é um cano curto e curvo em formato de "L", com ângulo em 90°, 45° ou 60°, utilizado para criar curvas em tubulações hidráulicas e, por extensão, nas demais tubulações.
Originalmente os cotovelos (como várias outras peças para tubulações hidráulicas) eram metálicos e afixados aos canos por meio de roscas vedadas.  Atualmente, o metal foi substituído pelo PVC e as roscas por colas especiais.